# Melikertés
Melikertés (latinsky Melicertes) je v řecké mytologii synem orchomenského krále Athamanta.
Jeho matkou byla Ínó, druhá manželka krále Athamanta, jeho bratr se jmenoval Learchos. Zatímco vlastní děti královna milovala, Frixos a Hellé z prvního králova manželství byly královně trnem v oku a intrikovala tak dlouho, až před ohrožením jejich života je uchránil beran se zlatým rounem, který je odnesl do daleké Kolchidy. Malá Hellé cestou spadla do moře a utopila se.
Když poté se Ínó ujala výchovy maličkého boha Dionýsa, jehož rodiči byli Zeus a Semelé, Diova manželka Héra ze žárlivosti a z pomsty seslala na krále Athamanta šílenství. V záchvatu zloby král zabil Learcha. Ohrožoval i Melikerta, avšak Ínó ho chytila do náručí a skočila s ním do moře. Bohové jim zachránili život a dokonce je povýšili mezi sebe. Ínó přijala jméno Leukothea, z Melikerta se stal Palaimón.
Přestože Ínó ve svém životě nebyla vždy laskavá a lidumilná osoba, nakonec došlo k proměně na ochránkyni plavců, ochotné vždy pomoci topícím. Proto také jim oběma řečtí i římští námořníci prokazovali úctu až do křesťanských dob.